# 彼得冰川
73°20′S 1°9′W / 73.333°S 1.150°W
彼得冰川，是南極洲的冰川，位於毛德皇后地的瑪塔公主海岸，最終在紐邁耶崖和梅勒比峰以東注入尤圖爾斯特勞門冰川，由挪威製圖師根據探險隊的測量和拍攝的空中照片繪入地圖，現時由南極條約體系管理。